# Kapitän Meyer
Le Kapitän Meyer est un ancien baliseur à vapeur de 1950 du port de Wilhelmshaven. Il est désormais un navire musée à côté du bateau-phare de 1907 Weser.

## Historique
Le bateau à vapeur a été construit en 1949/50 au chantier naval Seebeck à Bremerhaven en remplacement des baliseurs Triton II et Wik, qui ont été perdus en février 1944 après avoir été touchées par des mines. Il a été le premier nouveau bateau de pose de bouées à être construit par un chantier naval allemand après la Seconde Guerre mondiale. Le navire a été nommé d'après le capitaine du baliseur Wik, qui a coulé à Lister Tief le 22 février 1944. 
Le navire fut subordonné à la Wasserstraßen- und Schifffahrtsamt Tönning depuis le 26 novembre 1950 et était utilisé à la pose des bouées et aux ravitaillement des bateaux-phares stationnés en mer du Nord et sur l'île de Heligoland jusqu'à son déclassement en 1983. Il était initialement exploité au charbon mais il a été converti au mazout en 1967.

### Préservation
Après que le navire a été mis hors service en 1983, il a été repris par la Segelkameradschaft Klaus Störtebeker à Wilhelmshaven le 15 mai 1984 pour être utilisé en tant que navire musée. Le navire était en état de naviguer et servait pour des croisières en mer du Nord et en mer Baltique.
À partir de 2002, le Kapitän Meyer a été utilisé comme escorteur de régates pour le JadeWeserPort-CUP, une régate de bateaux traditionnels sur le Jade au large de Wilhelmshaven. 
En 2010, il devait être rénové mais l'argent pour les réparations nécessaires faisait défaut. Le 11 avril 2011, le conseil municipal de Wilhelmshaven a décidé une subvention de 180 000 euros pour sa rénovation. En juillet 2011, le Kapitän Meyer est venu effectuer les travaux nécessaires dans la Neue Jadewerft à Wilhelmshaven et il a été révisé en mai 2014. Peu de temps avant le week-end de la Wochenende an der Jade de 2018, le navire a été remorqué dans le port de commerce à côté du navire-phare Weser.

## Galerie

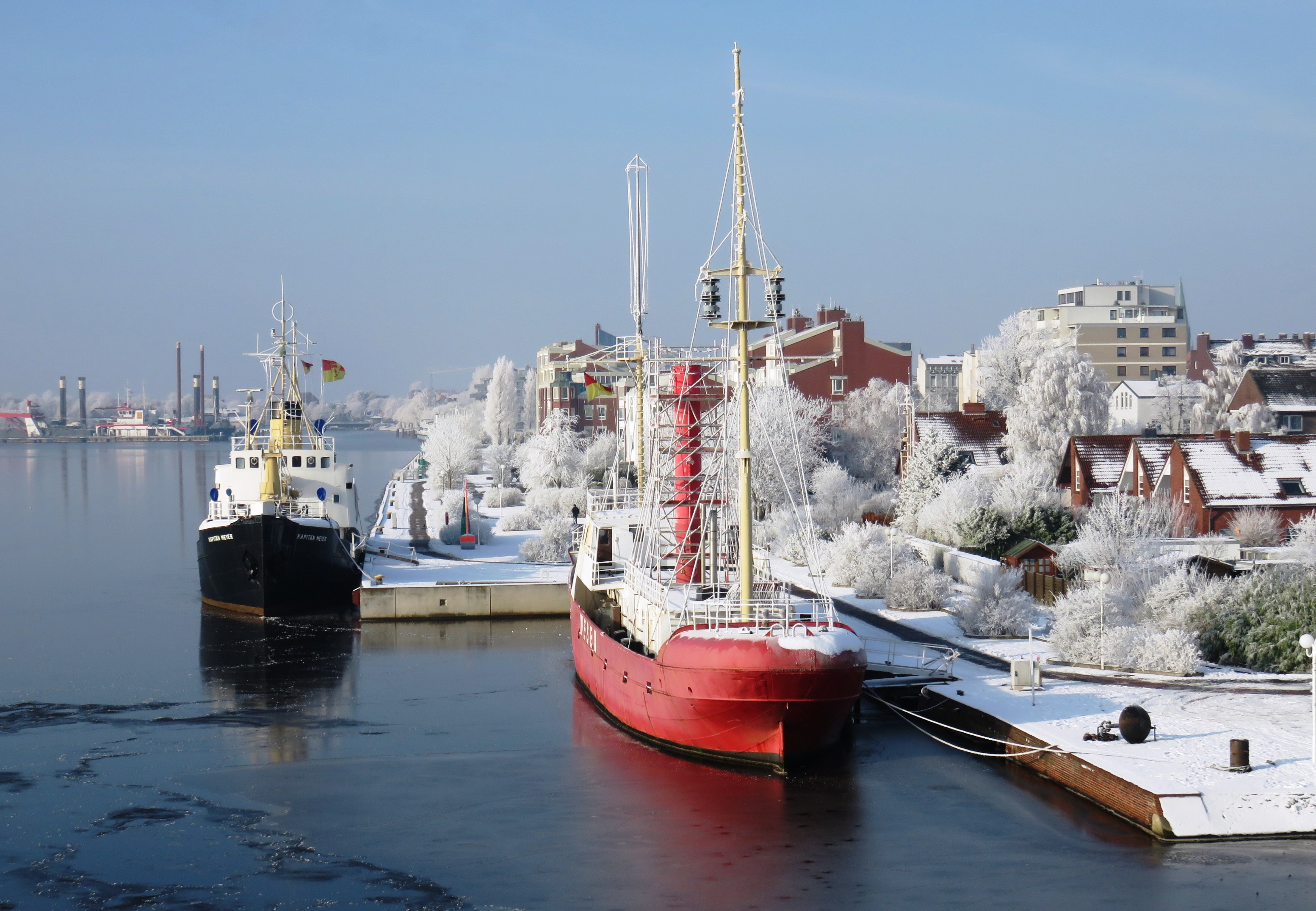
En hiver, avec le bateau-phare Weser
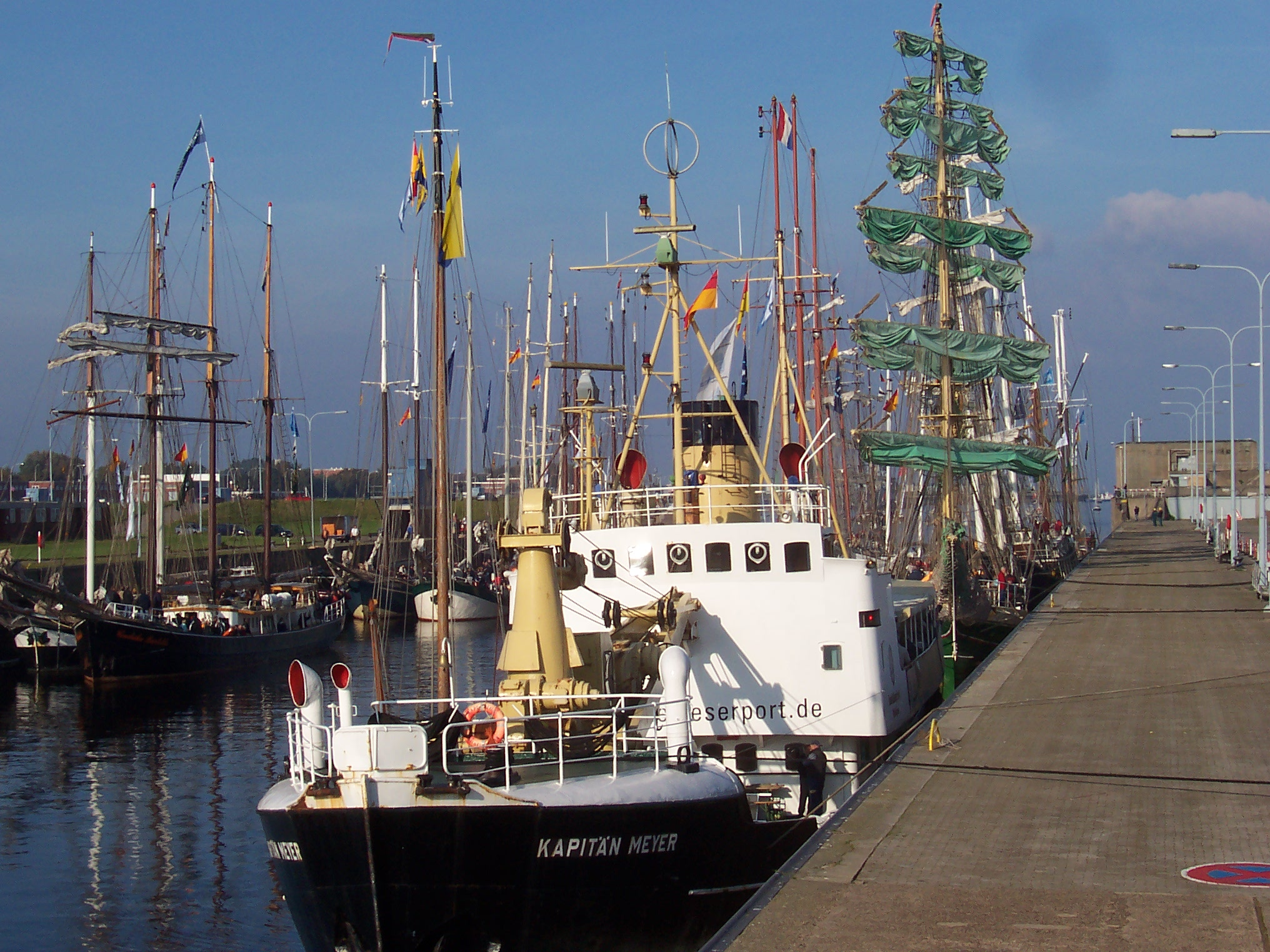
En 2007 lors de la  JadeWeserPort-CUPs